# Fusillade dans une synagogue de Pittsburgh
La fusillade de la synagogue de Pittsburgh est une attaque terroriste antisémite survenue le 27 octobre 2018 aux États-Unis sous l'influence de la propagande du Ku Klux Klan et de groupuscules néo-nazis. Un tireur est entré dans la synagogue « Tree of Life (en) » de Pittsburgh, en Pennsylvanie,. Les autorités ont fait état de 11 morts et plusieurs blessés. Selon l'Anti-Defamation League c'est l'attaque la plus meurtrière perpétrée contre des Juifs dans l'histoire des États-Unis.

## Contexte
La fusillade s'inscrit dans une tendance où les lieux de culte sont devenus la cible de violences extrémistes, que ce soient des synagogues, des églises chrétiennes ou des temples sikhs. The Washington Post estime que le camp républicain attise « les craintes de l’opinion publique » en listant plusieurs crimes récents liés à l’extrémisme de droite : « l’assassinat de deux Afro-Américains dans une épicerie à Louisville », les « bombes artisanales ciblant une douzaine de démocrates qui auraient été envoyées par un partisan de Trump » et enfin « la fusillade de masse dans une synagogue de Pittsburgh » dont « le dénominateur commun semble être le ciblage de groupes spécifiques en fonction de la race, de la religion ou des convictions politiques ». Selon un rapport publié quelques jours avant la fusillade, l’Anti-Defamation League, un groupe de défense des droits civiques des personnes juives aux États-Unis, met en évidence la progression de l’antisémitisme sous la présidence de Donald Trump en montrant que les sympathisants d'extrême droite ont intensifié une vague de harcèlement antisémite à l’encontre de journalistes et de candidats juifs aux élections de mi-mandat, dont les attaques de Trump et plusieurs de ses proches à l’encontre du milliardaire juif américain d'origine hongroise George Soros.
Dans un article publié le jour de la fusillade dans The New Yorker, Alexandra Schwartz pointe les signes avant-coureurs de l'attentat et la montée de l'antisémitisme aux États-Unis depuis la campagne présidentielle de 2016, avec en particulier une recrudescence de la négation de la Shoah et l'explosion du « vitriol de l'antisémitisme » sur Internet. L'auteur démontre que l'antisémitisme n'avait pas pris une telle ampleur dans la culture américaine depuis le début des années 1940.

## Attentat
Le samedi 27 octobre 2018, pendant l'office matinal de chabbat, à environ 9 h 45, un tueur a fait irruption dans la synagogue « Tree of Life » de Pittsburgh. La communauté existe depuis 150 ans et appartient au mouvement Massorti. Le bâtiment, construit en 1953, abrite aujourd'hui deux autres communautés : New Light et Dor Hadash.
Selon Jewish Telegraphic Agency, le suspect est entré dans la synagogue où se préparait une cérémonie de circoncision, en criant : « Tous les juifs doivent mourir ! » avant d'ouvrir le feu. À environ 10 h (14 h UTC) les services de secours sont arrivés à la synagogue. Le tireur, un antisémite revendiqué blessé durant l'affrontement avec la police, a été placé en garde à vue puis inculpé et emprisonné.

## Suspect
Le suspect se nomme Robert Bowers, un habitant de Pittsburgh âgé de 46 ans.
Un compte était ouvert au nom de Robert Bowers sur le réseau social Gab, connu pour être un refuge des suprémacistes blancs. On y lisait des affirmations antisémites : « Les juifs sont des enfants de Satan » et d'autres messages violemment antisémites. Il y était également reproché au président Donald Trump d'être un « mondialiste et non pas un nationaliste ». Il y était aussi écrit que le slogan « Make America Great Again » n'a pas lieu d'être, les États-Unis étant « infestés de youpins ». Il exprime sa haine pour la Société d'aide aux immigrants juifs (HIAS), qui aide des immigrants de toute religion ou croyance. Après la fusillade, Gab contacte le FBI et suspend le profil de Bowers, et ferme deux jours plus tard.

## Victimes
Les 11 personnes tuées dans l'attaque sont :
- les frères Cecil et David Rosenthal, 59 et 54 ans, qui distribuaient les livres de prières à l'entrée de la synagogue ;
- Daniel Stein, 71 ans et Richard Gottfried, 65 ans, dentiste[19], qui préparaient une collation dans la cuisine de la synagogue ;
- Melvin Wax, 88 ans, comptable à la retraite[20], qui conduisait l'office de New Light ;
- Joyce Fienberg, 75 ans ;
- Rose Mallinger, 97 ans, membre de « Tree of Life » depuis 60 ans[21], qui n’était en revanche pas une survivante de la Shoah[22], contrairement à ce que des médias ont supposé[23] ;
- Jerry Rabinowitz, 66 ans, médecin ;
- les époux Sylvan et Bernice Simon, 86 et 84 ans ;
- Irving Younger, 69 ans, fidèles de « Tree of Life »[24].

## Réactions

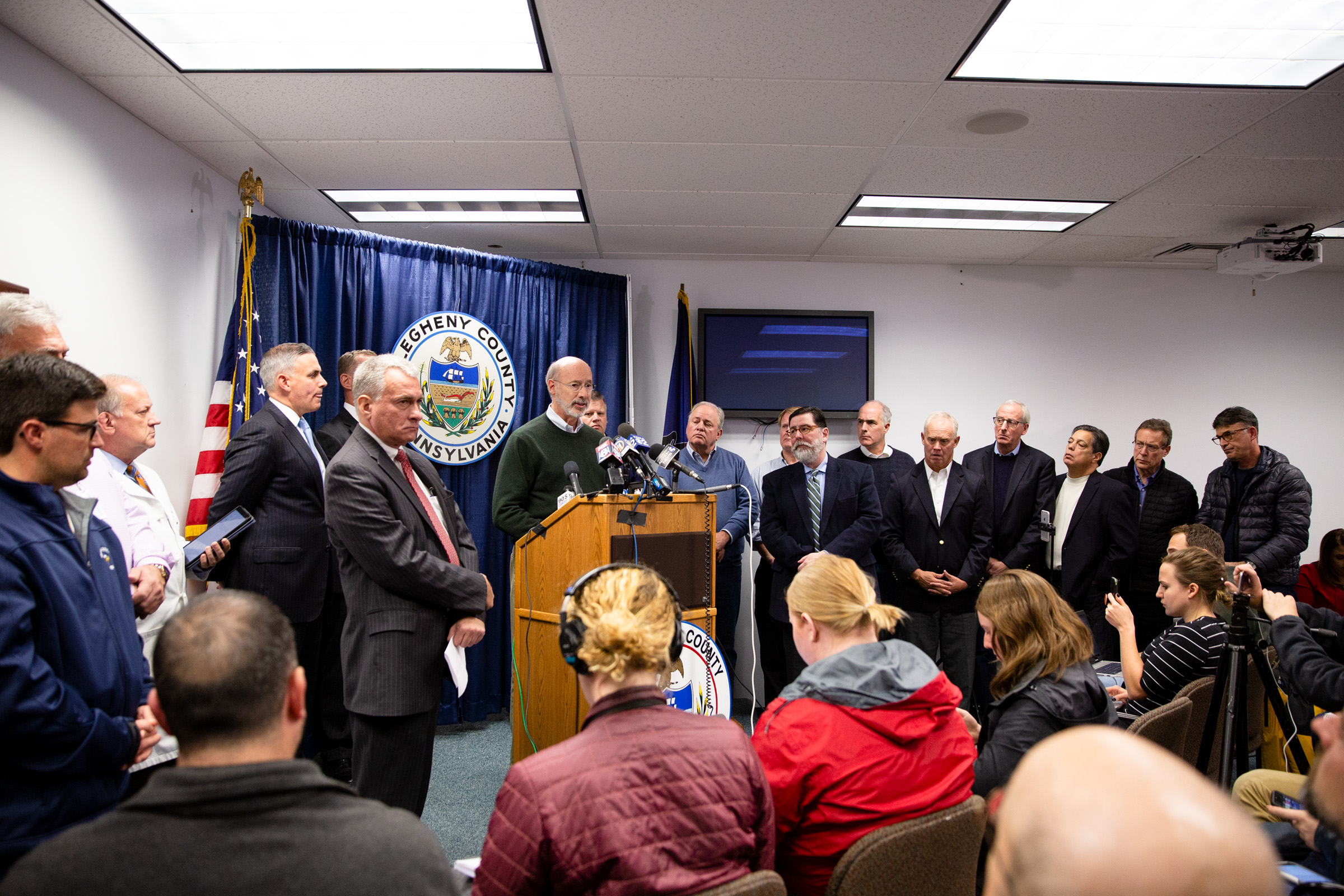
Le gouverneur Tom Wolf réagit.

Le président américain Donald Trump réagit en deux temps : « C’est franchement une chose terrible, terrible ce qu’il se passe avec la haine dans notre pays et partout dans le monde » puis évoque plus tard dans la journée son caractère antisémite : « Il ne devrait y avoir aucune tolérance envers l'antisémitisme ». Les drapeaux sont mis en berne jusqu’au 31 octobre. En soirée, il évoque la peine capitale et affirme que « s'il y avait eu un garde armé à l'intérieur, ils auraient peut-être pu être en mesure de l'arrêter immédiatement ». Le gouverneur démocrate de Pennsylvanie, Tom Wolf, réagit immédiatement.
Justin Trudeau a tweeté sa solidarité avec la communauté juive de Pittsburgh et Emmanuel Macron a déclaré être avec le peuple américain.
Président de la conférence épiscopale américaine, le cardinal Daniel DiNardo, écrit dans un communiqué, le soutien des catholiques américains à la communauté juive : « À nos frères et sœurs de la communauté juive, nous sommes à vos côtés » , le pape François a exprimé sa « proximité » avec la ville de Pittsburgh, et en particulier avec la communauté juive, touchée par un « acte inhumain de violence ». Par la voix de Sayyid Syeed, la Société islamique d’Amérique du Nord déclare : « Nous sommes solidaires avec nos sœurs et nos frères juifs pour nous exprimer contre l’antisémitisme. Cette fusillade est un exemple de la montée de l’antisémitisme et du sectarisme, ainsi que de l’épidémie de violence armée ». Le pasteur et président de la Convention baptiste du Sud, James David Greear, qualifie l’antisémitisme de « mensonge méprisable » à rejeter sans équivoque.
Venu mardi 30 octobre se recueillir dans la synagogue de Pittsburgh, Donald Trump est accueilli par des manifestants hostiles qui l’accusent d’attiser la haine. Jeffrey Myers, le rabbin de la synagogue visée, réagit également : « Monsieur le président, les discours de haine mènent à des actes de haine. Les discours de haine mènent à ce qui s’est produit dans mon sanctuaire. »

## Conséquences
Le 6 avril 2020, le Département d'État des États-Unis place le groupe monarchiste et suprémaciste blanc « Mouvement impérial russe », et trois de ses chefs Stanislav Vorobiev, Denis Gariev et Nikolaï Trouchtchalov, sur la liste noire du terrorisme international. Il s'agit de la première fois que les États-Unis inscrivent un groupe suprémaciste blanc sur cette liste. Pour motiver cette inscription, en plus de la participation du « Mouvement impérial russe » aux côtés des rebelles pro-russes dans la guerre du Donbass et de sa tentative de recruter des Américains pour s'y battre, le Département d’État s'appuie sur la montée du terrorisme lié au suprémacisme blanc depuis 2015, et se réfère en particulier aux fusillades de la synagogue de Pittsburgh et d'El Paso.

## Traitement par des médecins juifs
Robert Bowers a été traité par des médecins juifs qui lui sauvent la vie, au Allegheny General Hospital (AGH) de Pittsburgh, selon le docteur Jeffrey Cohen, président de l'AGH, dans une entrevue avec le réseau américain de télévision ABC, dans l'émission Good Morning America. Le docteur Cohen, juif et membre de la synagogue attaquée par Bowers, lui rend visite dans son hôpital.

## Polémique sur l'appellation«synagogue»du bâtiment
Le grand rabbin d’Israël David Lau déclare que « le meurtre d’un Juif, où que ce soit dans le monde, parce qu’il est juif, est quelque chose d’impardonnable » et qu'ils « ont été tués parce qu’ils étaient juifs. La question de leur synagogue ou de leur tradition liturgique n’importe pas ».
Cependant, les désaccords entre la communauté juive américaine et la communauté juive orthodoxe israélienne ressortent à l'occasion de cet attentat. Des Israéliens reprochent aux Américains leur trop forte assimilation, les mariages mixtes, leurs critiques vis-à-vis de la politique israélienne,. Dans ce contexte, le refus du Grand rabbin de reconnaître le bâtiment attaqué comme une synagogue est critiqué par Benyamin Netanyahou.

## Polémique
Une branche locale du Parti travailliste anglais refuse d'approuver un communiqué proposé par sa section au motif que celui-ci « parlait trop d'antisémitisme » et préférant condamner « le racisme en général ».

## Précédents notoires aux États-Unis

### Dans des lieux communautaires juifs
- 2014 : Fusillade du centre communautaire juif d'Overland Park trois morts.

### Dans des lieux de cultes
- 1963 : Attentat de l'église baptiste de la 16e rue
- 1991 : Fusillade du temple bouddhiste de Waddell - neuf morts
- 2012 : Fusillade d'Oak Creek - huit morts
- 2015 : Fusillade de l'église de Charleston - neuf morts
- 2017 : Fusillade de l'église de Sutherland Springs - 26 morts